# Аппій Клавдій Русс
Аппій Клавдій Русс (315—268 роки до н. е.) — політичний, державний та військовий діяч Римської республіки, консул 368 року до н. е.

## Життєпис
Походив з патриціанського роду Клавдіїв. Син Аппія Клавдія Цека, консула 307 року до н. е. Про молоді роки його немає відомостей. У 268 році до н. е. Клавдія Русса обрано консулом разом з Публієм Семпронієм Софом. На цій посаді він з успіхом воював з племенем піценів, перемігши їх. За це отримав тріумф. Заснував римські колонії Аримін (сучасне м.Ріміні) та Беневентум (сучасне м.Беневенто). Утім у цьому ж році Клавдій й помер.